# En Aguas Quietas
Pour plus de détails, voir Fiche technique et Distribution.
En Aguas Quietas est un court métrage mexicain écrit et réalisé par Astrid Rondero, sorti en 2011.

## Fiche technique
- Titre original : En Aguas Quietas
- Titre international : In Still Waters
- Réalisation : Astrid Rondero
- Scénario : Astrid Rondero
- Producteur : Astrid Rondero, Laura Pino, Fernanda Valadez
- Monteur : Astrid Rondero, Susan Korda
- Musique :
- Société de production : UNAM
- Pays d’origine :  Mexique
- Langue d'origine : Espagnol
- Genre : Romance saphique
- Lieux de tournage :
- Durée : 15 minutes
- Dates de sortie :
  -  Mexique : 2011 au Festival international du film de Guadalajara

## Distribution
- María Renée Prudencio : Mar
- Yaride Rizk : Ana
- Javier Escobar
- Noé Hernández (en)
- Roberto Mares